# Огурцов, Николай Алексеевич
Николай Алексеевич Огурцов — советский хозяйственный, государственный и политический деятель, Герой Социалистического Труда (1981).

## Биография
Родился в 1915 году в селе Оброчное Лукояновского уезда Нижегородской губернии Российской империи в семье служащего, русский.
После окончания сельской школы работал плотником, одновременно занимался на вечерних курсах по подготовке в институт.

В 1935 году поступил в Краснодарский инженерно-строительный институт, а в 1937 году перевёлся Ленинградский институт инженеров водного транспорта, который окончил в 1940 году.

Работал инженером-гидротехником, затем – начальником строительной конторы порта Махачкала (Дагестанская АССР).
В 1940 году был призван на военную службу в Красную Армию. Участник Великой Отечественной войны с 1941 года.

В составе военно-инженерных частей находился на Юго-Западном, Сталинградском, Донском, Центральном (второго формирования) и 1-м Белорусском фронтах, выполняя боевые задачи по установке минных полей и разминированию территории, преодолению советскими войсками инженерных заграждений и водных преград, обороне объектов и отражению контратак противника в период наступления.
Член ВКП(б) с 1942 года. За время военной службы награждён орденами Красного Знамени (1945), Отечественной войны I степени (1944) и II степени (1943), Красной Звезды (1944), медалями «За боевые заслуги» (1942), «За борону Сталинграда» (1942).
Закончил войну в звании гвардии инженер-майора.
После демобилизации в 1946 году — на хозяйственной, общественной и политической работе. В 1946—1990 годах — заместитель председателя исполкома Краснодарского краевого Совета депутатов трудящихся, начальник Главного управления по водохозяйственному строительству и строительству совхозов в Краснодарском крае «Главкубаньрисстрой» Министерства мелиорации и водного хозяйства СССР.
За успехи в восстановлении и развитии народного хозяйства в 1957 году награждён медалью «За трудовое отличие», в 1966 году — орденом Трудового Красного Знамени, в 1971 году — орденом Октябрьской революции, в 1973 году — орденом Ленина. Заслуженный строитель РСФСР (1964).
Указом Президиума Верховного Совета СССР от 25 февраля 1981 года Огурцов Н. А. удостоен звание Героя Социалистического Труда с вручением ордена Ленина и золотой медали «Серп и Молот».
Заслуги Огурцова Н. А. в создании крупного воднохозяйственного комплекса на Кубани, увеличившего водообеспеченность в бассейне реки и резкий рост производства риса в Краснодарском крае, в составе коллектива отмечены Государственной премией СССР в области техники 1977 года.
В 1971-1985 годах являлся депутатом Верховного Совета РСФСР 8-го, 9-го, 10-го созывов от Краснодарского края. Избирался делегатом XXIV, XXV и XXVI съездов КПСС.
Умер в 1990 году в Краснодаре, похоронен на Славянском кладбище.
В декабре 2010 года на стене дома № 81 по улице Чапаева города Краснодара, в котором проживал Н. А. Огурцов, установлена мемориальная доска.